# برینگیا

پل خشکی برینگیا

برینگیا (به انگلیسی: Beringia) (تلفظ در انگلیسی، برینجیا) منطقه‌ای است که دانشمندان معتقدند در حدود ۱۰٬۰۰۰ سال پیش از اینکه انسان به قارهٔ آمریکا راه یابد نیاکان بومیان آمریکا در آنجا می‌زیستند. آن‌ها می‌گویند در نقطهٔ اوج آخرین عصر یخبندان، قسمت مرکزی آن ملایم‌ترین منطقه و راحت‌ترین مکان برای زندگی در عرض‌های جغرافیایی بالاتر بوده و به مکانی مناسب برای گروهی از مردم تبدیل شده بود که بتوانند در آن سکنی گزینند. وقتی یخ‌ها ذوب شدند، ساکنان برینگیا به سمت آمریکای شمالی پخش شدند و در درازای خط ساحلی حرکت کرده و از راه گذرگاه‌های عاری از یخ به درون آمریکا راه یافتند.
اصطلاح برینگیا توسط گیاه‌شناس سوئدی اریک هولتن در سال ۱۹۳۷ ابداع شد. او این منطقه را که شامل یک پل زمینی است که اکنون زیر تنگهٔ برینگ مدفون است به عنوان پناهگاهی برای گیاهان و بوته‌های توندرا پیشنهاد کرد. گرده‌ها، حشرات و دیگر بقایای گیاهی بدست‌آمده از رسوبات زیر دریایی برینگ نیز این تصویر را تأیید می‌کنند.
در درازای عصر یخبندان، برینگیا مانند بیشتر سیبری و شمال و شمال شرقی چین بود و یک یخچال طبیعی به‌شمار نمی‌رفت چرا که در این منطقه بارش برف بسیار سبک بود. این منطقه یک مرتع استپی بود که به مانند یک پل با صدها کیلومتر پهنا قاره‌های آسیا و آمریکای شمالی را به هم پیوند داده بود.
بخش‌های بیرونی‌تر برینگیا که اکنون بخشی از آلاسکا و شرق روسیه را تشکیل می‌دهند به احتمال زیاد استپ‌های علفی خشک‌تری بوده‌اند که ماموت‌های پشم‌آلود و ببرهای چاقودندان و دیگر حیوانات شکارچی در آن زندگی می‌کردند. این منطقه دو منبع اساسی دارد که دیگر مناطق قطبی فاقد آن هستند: «گیاهان چوبی برای ایجاد آتش» و «حیواناتی برای شکار».
میان ۲۸ تا ۱۸ هزار سال پیش یخچال‌های طبیعی بخش عمدهٔ آمریکا و آسیای شمالی را پوشانده بود و جلوی مهاجرت انسان‌ها به آمریکای شمالی را می‌گرفت. اعتقاد بر این است که در زمانی پس از ۱۶٬۵۰۰ سال پیش، پیش از شکل گرفتن قارهٔ آمریکا در اواخر آخرین بیشینهٔ یخچالی که یخچال‌های طبیعی راهی را که پیش‌تر در جنوب ذوب شده را مسدود کردند، جمعیتی بیش از چند هزار نفر در درازای نقطهٔ اوج آخرین یخبندان از شرق سیبری به برینگیا وارد شدند. اما در حدود ۱۱٬۰۰۰ سال پیش این پل با دریا پوشیده شده بود.

## منطقهٔ جغرافیایی

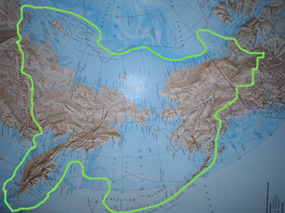
منطقهٔ برینگیا

طبق تعریف امروزی برینگیا به منطقه‌ای از خشکی‌ها و دریاها گفته می‌شود که محدودهٔ آن از غرب به رود لنا در روسیه؛ و از شرق به رود مکنزی در کانادا؛ از شمال به مدار ۷۲ درجه شمالی در دریای چوکچی و از جنوب به نوک شبه‌جزیرهٔ کامچاتکا محدود شده است. و شامل دریاهای چوکچی، برینگ، تنگه برینگ و شبه‌جزیره‌های چوکچی و کامچاتکا در روسیه و همچنین آلاسکا در ایالات متحدهٔ آمریکا است.
این منطقه بر روی صفحهٔ آمریکای شمالی و سرزمین سیبری در شرق رشته‌کوه چرسکی قرار دارد. از لحاظ تاریخی منطقهٔ برینگیا یک پل خشکی را تشکیل داده بود که تا ۱٬۰۰۰ کیلومتر (۶۲۰ مایل) پهنا داشت و در بیشترین حد خود منطقه‌ای معادل ۱٬۶۰۰٬۰۰۰ کیلومتر مربع (۶۲۰٬۰۰۰ مایل مربع) به بزرگی مجموع بریتیش کلمبیا و آلبرتا را تحت پوشش قرار می‌داد. تنها خشکی قابل مشاهده از بخش مرکزی پل خشکی برینگ امروزه جزایر دایمید و جزایر پریبیلوف (شامل جزیره‌های سنت پل، سنت جورج) و جزیره‌های سنت لارنس و کینگ هستند.

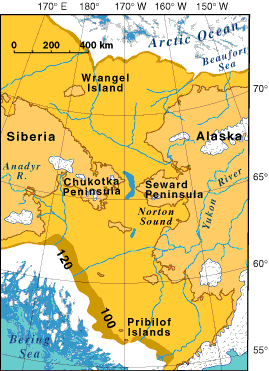
پل خشکی برینگ – یخبندان ویسکانسین
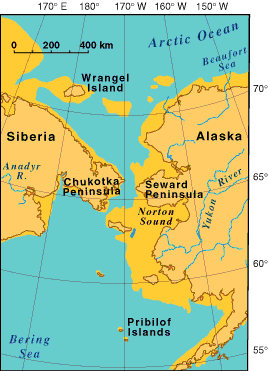
منطقه پل خشکی برینگ – دوره ذوب شدن یخ‌ها
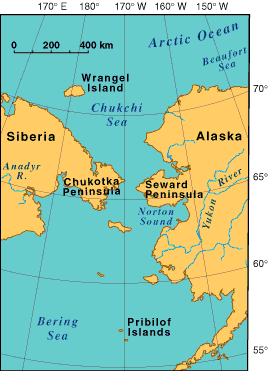
منطقه پل خشکی برینگ – در حال حاضر

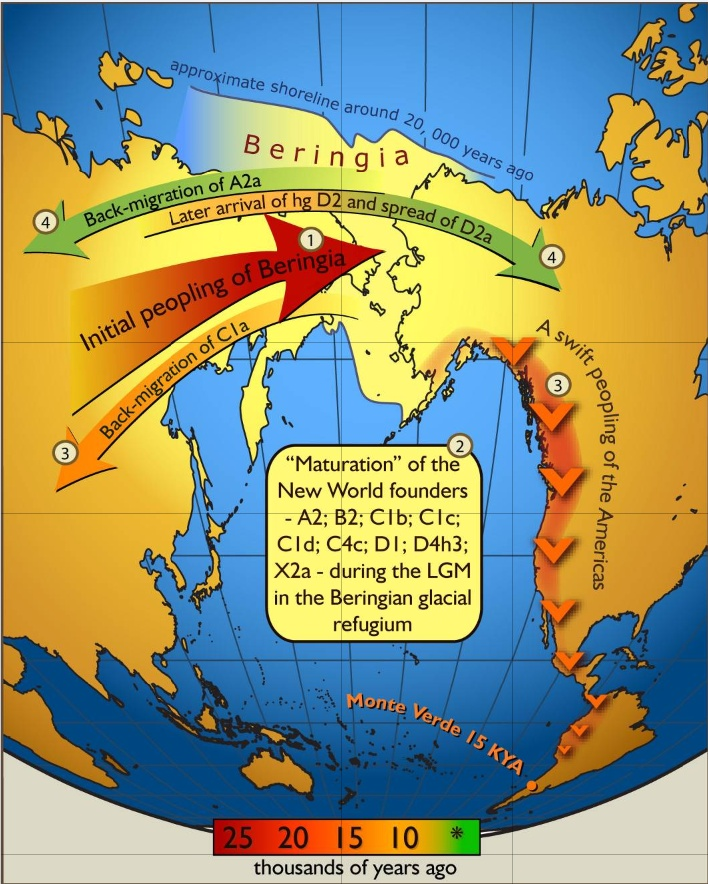
انتقال ژنتیک برینگیا

## سکونت انسان
پل خشکی برینگ مسیری است که برای مهاجرت انسان از آسیا به آمریکا در حدود ۲۰٬۰۰۰ سال پیش بدیهی شمرده می‌شود. این معبر باز از مناطق آمریکای شمالی قطب شمال پیش از ۱۲٬۶۰۰ سال پیش با یخ پوشیده شده بود و برای مهاجرت انسان بیش از حد بی‌ثمر و غیرحاصلخیز بود. یک مطالعهٔ علمی نشان داده است که در فرزندان امروزی مهاجران آن زمان تنها اثر ۷۰ نفر را به عنوان اثر بنیانگذار اثر می‌توان یافت (این که تنها ۷۰ نفر موفق به مهاجرت به شمال آمریکا شده‌اند بد تعبیر کردن ساده اندیشانه نتایج این پژوهش است).
یک مطالعهٔ منتشر شده در سال ۲۰۰۷ نشان می‌دهد که مهاجرت به پل خشکی برینگ ۱۲٬۰۰۰ سال پیش رخ داده و همهٔ مهاجران در سراسر این منطقه از سیبری شرقی آمده بودند. نویسندگان این مقاله توجه می‌دهند که نوع ژن منحصر به فرد بومیان در سراسر هر دو قاره نشان می‌دهد که نخستین انسان‌ها در آمریکا از یک مهاجرت واحد یا از دفعات متعدد از یک منبع واحد آمده‌اند و نه در موج مهاجرت‌های متعدد از منابع مختلف. در این مطالعه پژوهشگران ژنتیک متوجه شدند که تقریباً تمام بومیان آمریکا در شمال و جنوب آن در دی‌اِن‌اِی میتوکوندریایی خود موتاسیون‌هایی ژنتیکی مشابهی دارند. دی‌اِن‌اِی میتوکوندریایی به معنی اطلاعات ژنتیکی است که در سیتوپلاسم تخم حمل می‌شود و از طریق خط مادری به فرزند منتقل می‌گردد. هیچ‌یک از موتاسیون‌ها در جمعیت‌های آسیایی که بر اساس فرضیهٔ فوق ریشهٔ بومیان آمریکا هستند وجود ندارد. شواهد ژنتیکی نیز نشان می‌دهد که برخی جمعیت‌های شمالی مثل قوم «اینویت» به احتمال زیاد در موج دوم به منطقه وارد شدند که جدا از موج اول و ورود نیاکان بومی آمریکا است.
با توجه به سرعت بروز این گونه جهش‌ها، یافته‌های بدست‌آمده دلالت بر آن دارد که یک جمعیت پایهٔ بومیان آمریکایی باید هزاران سال پیش از پراکنده شدن در سرتاسر آمریکا جدا شده باشد.